# Марио Дрмаћ
Марио Дрмаћ (25. март 1977, Мостар) је босанскохерцеговачки позоришни, телевизијски и филмски глумац.

## Биографија
Марио Дрмаћ је рођен 25. марта 1977. у Мостару. 1984. је пошао у основну школу у Мостару. Током школовања био је члан аматерских позоришта. 1992. је уписао Другу гимназију у Мостару коју је завршио 1996. године. 1997. уписао је Академију сценских умјетности у Сарајеву где се определио за Одсјек глуме у класи Адмира Гламочка. На трећој години студија је добио први ангажман. Дипломирао је на представама Демони и Лудило за двоје.
Запослен је као глумац у Позоришту младих у Сарајеву и као виши асистент на Академији сценских умјетности. У периоду од 11.11.2015. године до 16.3.2016. био је вршилац дужности директора сарајевског Позоришта младих. Једно време је хонорарно радио у Позоришту лутака Мостар, где је играо главне улоге у већини представа. Неке од познатих представа у којима је играо су Ко може два, Грајко и Чупавко, Патка Блаткица и Божићна прича. По завршетку студија играо је у сарајевским представама Кошмар о Босни, Нема дима без ватре, Трг ратника, Скапин и других. Такође је постигао запажене резултате када је реч о телевизијским емисијама и серијама, посебно серијама и емисијама забавне и едукативне природе за децу. Радио је на дечјим представама Идемо даље, Желим жељу и Хуго и серијама за децу Луткарски шоу, Шта сте данас урадили, Френдери и Хранољупци. Такође је играо у бројним телевизијским серијама и филмовима попут Виза за будућност, Go West, Црна хроника и Луд, збуњен нормалан. 2009. и 2011. године је добио награду Мостарска лиска, 2010. је на бугојанским сусретима проглашен за најбољег глумца за улогу луткара и 2013. године је добио награду у Београду за најбољег дечјег глумца.

## Приватни живот
2016. се оженио са 13 година млађом Алисом Чајић.

## Филмографија
| Год.          | Назив                                  | Улога                |
| ------------- | -------------------------------------- | -------------------- |
| 2000.-е       |                                        |                      |
| 2000.         | Kinky (кратки филм)                    |                      |
| 2001.         | Луткоказ (серија)                      |                      |
| 2003.         | Римејк                                 | Ремзо                |
| 2003.         | Виза за будућност:Новогодишњи специјал | Нешо                 |
| 2004. - 2007. | Црна хроника                           | Зике                 |
| 2005.         | Go west                                | Кенан                |
| 2005. - 2008. | Виза за будућност                      | Ненад Голијанин Нешо |
| 2006.         | Слуњска брда - живот или смрт          | Мирза                |
| 2006.         | Нафака                                 | Николо               |
| 2006.         | Микрофон је ваш                        |                      |
| 2006.         | Клопка                                 | Зике                 |
| 2007.         | Ритам живота                           | Недим                |
| 2008.         | Луд, збуњен, нормалан                  | Стефанел             |
| 2008. - 2011. | Крв није вода                          | Фарук                |
| 2009.         | Хранољупци                             |                      |
| 2010.-е       |                                        |                      |
| 2011. - 2012. | Фолиранти (ТВ серија)                  | Роберт               |
| 2014.         | Постеља бр. 29 (кратки филм)           |                      |
| 2014.         | Девет положаја самоће                  |                      |